# Peter Kažimír
Peter Kažimír, né le 28 juin 1968 à Košice (Slovaquie orientale), est un économiste et homme politique slovaque, membre jusqu'en 2019 de SMER – social-démocratie (SMER-SD). Il est gouverneur de la Banque nationale de Slovaquie depuis 2019.

## Biographie

### Formation et carrière
Titulaire d'un diplôme de la faculté de commerce, échanges internationaux et sciences économiques de l'université d'économie de Bratislava, il a travaillé comme conseiller fiscal puis cadre du secteur bancaire.

### Parcours politique
En 2006, il est nommé secrétaire d'État au ministère slovaque des Finances. À l'issue de son mandat de quatre ans, il devient vice-président de SMER-SD et élu député au Conseil national.
Peter Kažimír devient vice-président du gouvernement et ministre des Finances le 4 avril 2012, à la formation du deuxième gouvernement du président du gouvernement social-démocrate Robert Fico. Il est reconduit le 23 mars 2016 dans le gouvernement Fico III, sans la vice-présidence, puis le 22 mars 2018 dans celui de Peter Pellegrini, de nouveau comme vice-président du gouvernement et ministre des Finances.
En avril 2019, il quitte le gouvernement pour occuper à partir du 1er juin le poste de gouverneur de la Banque nationale de Slovaquie.